# 国家网络森林医院
国家网络森林医院（NFHN）是中华人民共和国政府為森林防護系统打造的一个服务平台。
在中国，由国家林业局森林病虫害防治总站协助主管司局负责全国林业有害生物防治工作的行业管理，指导各地开展林业有害生物的监测预报、检疫检验、防治救灾及突发事件的应急处置，组织开展行业宣传、人员培训和科研推广等项工作。2005年，又成立了野生动物疫源疫病监测总站负责全国野生动物疫源疫病监测工作。2009年，国家林业局森林病虫害防治总站建立国家网络森林医院，全国的公共服务体系建设也在加速推进。